# Muzi (vattendrag i Burundi)
Muzi är ett vattendrag i Burundi.   Det ligger i provinsen Kayanza, i den centrala delen av landet, 50 km nordost om huvudstaden Bujumbura.
Omgivningarna runt Muzi är en mosaik av jordbruksmark och naturlig växtlighet. Runt Muzi är det tätbefolkat, med 297 invånare per kvadratkilometer.